# 仲维萍
仲维萍（1981年10月23日—），上海人，中國女子擊劍運動員。

## 生涯
仲维萍本身並非擊劍運動員，在她8歲至12歲時，她是於上海虹口區業餘體育學校接受武術運動的訓練。後來在1992年，她被改為於上海市體育館段練劍擊，教練為葛琪瑋。兩年後，她成為上海劍擊隊一員，崔一遼與杜智山都是她的教練。1999年，仲维萍被提拔至國家隊之中，教練包括王恒滿及譚智輝。
仲维萍在入選國家隊後的兩年奪得第一個世界冠軍，當年8月在北京舉的世界大學生運動會中，她與隊友包括李娜、楊紹琦和沈巍巍在擊劍項目的女子團體重劍小項決賽以42:34擊敗俄羅斯隊，贏得一面金牌。同年在法國進行的分站世界杯，年約20歲的仲维萍掄下她首個個人錦標。翌年在瑞典的世界錦標賽中，她與李娜等人取得女子團體重劍小項的銅牌。
2003年7月，仲维萍與李娜、沈巍巍及張莉在悉尼站世界杯中的女子團體重劍小項中，先後以45:42、33:28及43:36擊敗德國、法國與烏克蘭，成為該小項的冠軍得主。次年，她在匈牙利與古巴取得一金一銅的成績。隨後8月的雅典奧運，仲维萍在女子團體重劍準決賽中不敵法國隊，但最終都得到第六位。
2005年9月先舉行的十運會擊劍項目中，代表上海隊的仲维萍與隊友在銅牌賽中以4分之差擊敗解放軍隊，為上海增添一面銅牌。其後一年，她贏得了女子個人重劍小項的錦標，比分為6:5。幾個月後的世界錦標賽在意大利都靈舉行，結果仲维萍在女子團體重劍小項決賽中包辦15分，使中國隊以45:26戰勝法國，奪得中國女子重劍隊歷來最佳的成績。次年12月的多哈亞運，她在女子個人重劍決賽以13:15不敵南韓對手，3日後的女子團體決賽中，她協助中國隊贏得金牌。
2007年1月，仲维萍出席匈牙利站世界杯，並最終奪得了女子個人小項的錦標，以及以45:25擊敗對手，成為該賽事的「雙冠軍」得主。
2009年，仲维萍在第十一屆全運會奪得女子個人重劍銀牌，代表上海奪得女子團體重劍銀牌，她在該屆全运会后退役。

### 復出
为了參加伦敦奥运，仲维萍在2011年復出；豈料在3月份到德国参赛時，竟在比賽期間从剑道上跌倒，導致左腿前十字韧带断裂及半月板损伤。由於她的十字韧带只断了一大半，必须把没有断的部份也剪断才可完全接好；但她担心这样会影响表現，故放棄接上十字韧带的手术。
仲维萍最終赶上了最后三站的奥运积分赛；但受著傷患影響，她在巴西站和古巴站都只能进入64强，南京站則只能进入16强，她因此未能進入奥运名单。

## 資料來源
1. ↑  .   [2007-07-13]. （原始内容存档于2004-11-15）.
2. ↑  .   [2007-07-13]. （原始内容存档于2019-09-28）.
3. ↑  女子重劍世界盃 仲維萍一劍致勝個人賽摘金[永久]
4. ↑  .   [2007-07-13]. （原始内容存档于2019-08-15）.
5. ↑  . 青年报. 2012-07-11  [2012-07-24]. （原始内容存档于2016-03-05）.